# Una lliçó particular
Una lliçó particular (títol original en francès: La Leçon particulière) és una pel·lícula francesa dirigida per Michel Boisrond i estrenada el 1968. Ha estat doblada al català.

## Argument
Un alumne en filosofia de l'Institut Henri IV de París té aventures amb noies de la seva edat. Però s'enamorarà d'una jove, l'amant de la qual és un corredor de cotxes. Es deixa seduir, però haurà de renunciar a tornar-la a veure.

## Repartiment
- Nathalie Delon: Frédérique Dampierre
- Renaud Verley: Olivier Fermond
- Robert Hossein: Enrico Fontana
- Bernard el Coq: Jean-Pierre
- Katia Christine: Christine
- Martine Sarcey: La mare d'Olivier
- Nicole Desailly: La consege
- Michel Boisrond: El pare d'Olivier
- Henri Lambert: el motard